# Taalgrens in België

De taalgebieden van België
Nederlands
Frans
Duits
Brussel-Hoofdstad (Nederlands en Frans)

De taalgrens in België is de officiële, taalkundige grens tussen de Nederlandstalige gebieden in Vlaanderen en de Franstalige en Duitstalige gebieden in Wallonië. De grens valt ruwweg samen met de breedtegraad 50°43' noorderbreedte. In het westen van België komt de grens tot aan Frankrijk, in het oosten tot aan Nederland.

## Geschiedenis
De volkeren die in het huidige België een rol zouden gaan spelen bij de latere vorming van de taalgrens manifesteerden zich vanaf het einde van de derde eeuw, toen het West-Romeinse Rijk de controle over zijn grenzen ging verliezen. Gallo-Romeinen uit de onveilig geworden Romeinse grensgebieden begonnen toen naar het zuiden uit te wijken. De lokale Romeinse legereenheden waren ten onder gegaan tijdens de slag bij Châlons en, belangrijker, zij werden gedurende twintig jaar niet vervangen. Dit maakte de weg vrij voor de vestiging van Germaans sprekende Franken in het ontvolkte gebied ten noorden van de strategisch belangrijke heirweg van Boulogne naar Keulen (zie plaatje hiernaast). Deze heirweg was geen rechte weg maar boog iets naar het zuiden af. De reden was dat zij een aantal belangrijke löss-gebieden verbond. In die tijd waren deze dichtbevolkte gebieden centra van de voedselproductie. De Franken werden in kleinere stamverbanden toegelaten als federati die zich formeel onder Romeins gezag stelden maar hun woongebieden volgens eigen recht bestuurden, te beginnen met de Salische Franken die zich op 'uitnodiging' van Julianus Apostata rond het midden van de vierde eeuw vestigden in Toxandrië, het huidige Brabant en Vlaanderen.
Na de definitieve terugtrekking rond 400 van het Romeinse gezag voegden de Salische Franken geleidelijk ook gebieden ten zuiden van deze heirweg aan hun gebied toe. Verreweg het succesvolst waren in de tweede helft van de vijfde eeuw de Frankische leiders die in het huidige Doornik hun hoofdstad hadden gevestigd. Zij legden de basis voor het Merovingische Rijk dat in het begin van de zesde eeuw nagenoeg geheel Frankrijk omvatte. In die tijd werd er zelfs tot aan de Seine Frankisch gesproken, zij het als minderheidstaal van een nieuwe feodale elite en hun dienstpersoneel. Met de opkomst van de Pepiniden in de zesde en zevende eeuw, verschoof het machtscentrum naar de Maasvallei, de huidige Euregio Maas-Rijn. Volgens de taalkundige Peter-Alexander Kerkhof was de taal van de Pepinidische adel een Maaslandse variant van het Oudnederfrankisch, dat sterke invloeden had ondergaan van het door de autochtone bevolking in de Maasvallei gesproken Gallo-Romaans. Op zijn beurt beïnvloedde deze Germaanse elitetaal het gesproken Romaans ("volkslatijn") in het hele Frankische Rijk, vooral na de feitelijke machtsovername door Karel Martel (ca. 735). Na de opsplitsing van het rijk in Oost- en West-Francië (843), nam de wederzijdse beïnvloeding af.
Omstreeks de negende eeuw, toen het Oudfrans uit het Latijn, onder invloed van het Frankisch, als algemene volkstaal vorm had aangenomen, verdween het Frankisch weer uit deze streken; het laatst in een zone grenzend aan de huidige taalgrens. Daar was het Frankische bevolkingsaandeel het grootst, maar ook daar zou het Frans in de loop der eeuwen meer overwicht krijgen. Alleen in plaatsnamen kan men de toenmalige Frankische invloed nog ontwaren.
Belangrijk was dat de Frankische elite zich tot het christendom had bekeerd en voor een effectief bestuur nauw samenwerkte met de Rooms-Katholieke Kerk en dus ook niet per se vijandig stond tegen de Romeinse cultuur. Zij had bovendien de expertise nodig van een autochtone bovenlaag die zijn vorming in het Romeinse bestuur had ontvangen en daarmee de problemen van de toenmalige samenleving rationeler en effectiever kon aanpakken dan de Germaanse adel gewend en bij machte was te doen.
Na de tiende eeuw lag de huidige taalgrens min of meer vast. De tweetalige zone ten zuiden van de taalgrens werd Franstalig. Alleen in het uiterste zuidwesten, het hedendaagse Frans-Vlaanderen, was de taalgrens nog in beweging. Het gebied van Boulogne (Boonen) tot Duinkerke werd pas in de latere middeleeuwen Franstalig. In de Westhoek tussen Duinkerke en Bailleul (Belle) bleef een deel van de bevolking Vlaams spreken tot in de twintigste eeuw. Ook in het huidige België zijn langs de taalgrens in de afgelopen eeuwen nog Vlaams- en Brabantssprekende dorpen op het Frans overgegaan.

## Heden

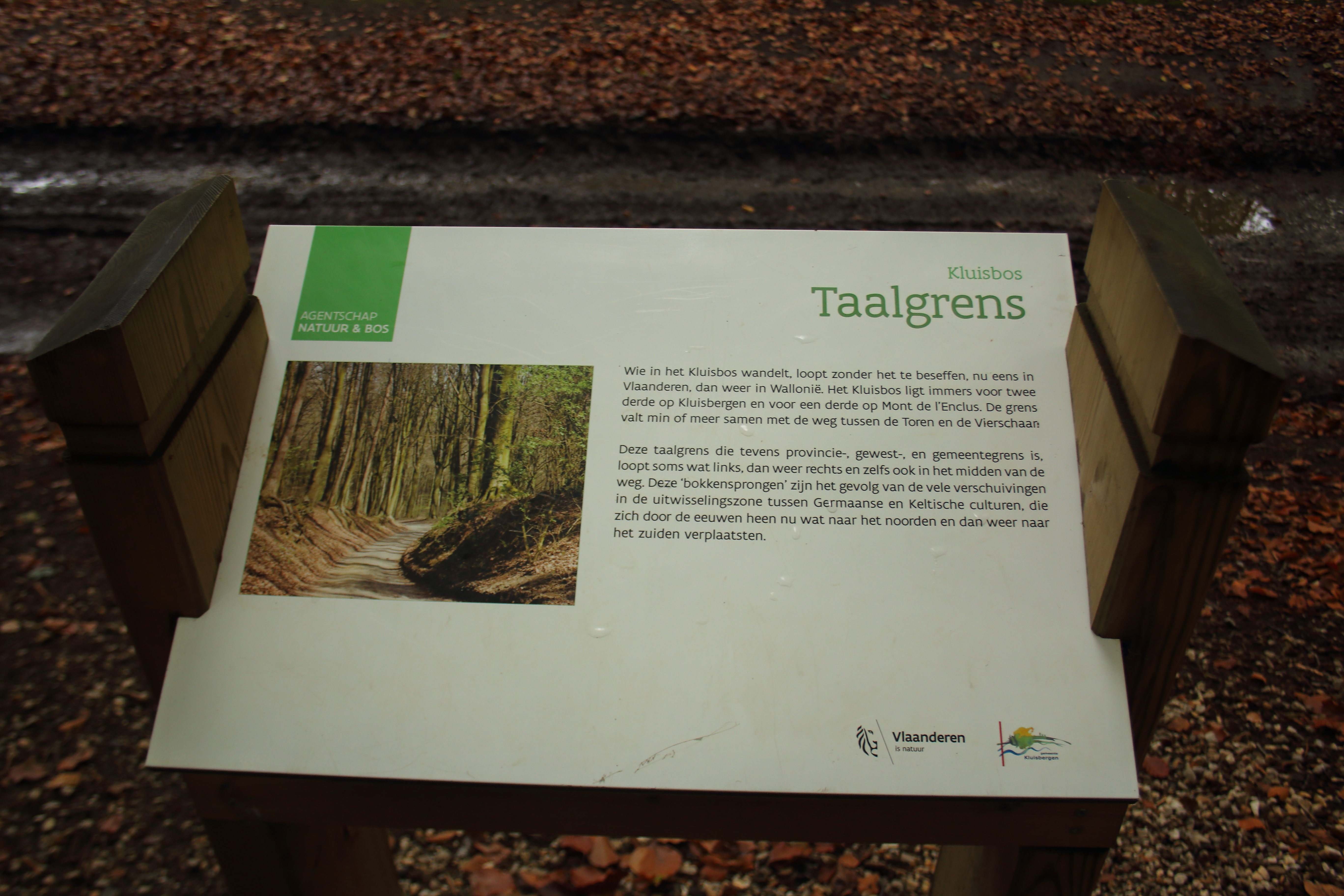
De taalgrens tussen Oost-Vlaanderen en Henegouwen in het Kluisbos

In het huidige België wonen ten noorden van de taalgrens de Vlamingen, die Nederlands spreken, en ten zuiden van de taalgrens wonen de Walen, die Frans spreken. De Duitstalige bewoners van de Oostkantons (in het oosten van Wallonië) behoren tot de Duitstalige Gemeenschap.
In de periode 1961-1963 werd de taalgrens wettelijk en definitief vastgelegd na een lange periode van taalstrijd. Sinds 1921 was het zo dat het taalregime van een gemeente kon worden aangepast op basis van de resultaten van de tienjaarlijkse talentelling. Zodra een minderheidstaalgroep meer dan 20% (en vanaf 1932, meer dan 30%) van de bevolking uitmaakte konden taalfaciliteiten afgedwongen worden. Een gemeente kon zelfs van taalregime veranderen indien de vroegere minderheidsgroep volgens de telling een meerderheid was geworden. De resultaten van een aantal talentellingen en vooral dan deze van 1947, de laatste die werd gehouden, gaven meermaals aanleiding tot politieke heibel. Vooral aan Vlaamse zijde werd een aantal resultaten betwist, en de volgende telling die zou doorgaan in de jaren 50 kwam er niet meer nadat een aantal Vlaamse burgemeesters weigerde ze uit te voeren. De evolutie van de cijfers tussen 1930 en 1947 (de telling van 1940 ging niet door als gevolg van W.O. II), was voor sommige gemeenten dan ook bepaald opmerkelijk te noemen, zo telde het stadje Edingen in 1930 nog 51% Nederlandstaligen, en in 1947 nog slechts 11%, een verschil dat niet door migratie te verklaren is; wel is duidelijk dat de ontwikkelingen tijdens de oorlog een grote invloed hadden op de naoorlogse stemming. In de zes dorpen van de Voerstreek deed zich een vergelijkbaar fenomeen voor, waren er in 1930 nog 81,2% Nederlandstaligen dan was dit aantal in 1947 tot 42,9% geslonken. Het is duidelijk dat de ambtelijke talentelling niet de moedertaal of de meest gebruikte omgangstaal registreerde maar de taal-gezindheid. Steeds meer tweetaligen en zelfs nauwelijks Franssprekenden gaven zich uit politieke overwegingen op als Franstalig met de bedoeling het bestuur en het onderwijs in hun gemeente te verfransen. Deze Fransgezindheid was vooral groot na de beide wereldoorlogen waarin de Duitse bezetter zich pro-Vlaams had betoond en steun had gekregen van een deel van de Vlaamse Beweging.
Bij de wettelijke vastlegging van de taalgrens werd daarom meteen ook besloten dat de officiële tienjaarlijkse talentelling afgeschaft werd en dat daarmee de grens een blijvende zou zijn die niet meer ter discussie zou komen. Dat zou later alleen in de Voerstreek en in de Brusselse randgemeenten (Brusselse Rand) nog tot taalstrijd  aanleiding geven.
Het bepalen van de taalgrens zelf maakte deel uit van de werkzaamheden van het zogenaamde Centrum Harmel dat bij wet opgericht werd in 1948. Binnen de politieke commissie van het centrum kregen twee leden, de Vlaming Jan Verroken en de Waal Jean Van Crombrugge, elk afzonderlijk de opdracht een kaart uit te tekenen. Beide kaarten bleken vrijwel identiek, en na enkele kleine aanpassingen werd de kaart van Van Crombrugge aangenomen door de commissie en werd ze op 10 juni 1952 eenparig goedgekeurd door de algemene vergadering van het centrum. Toch zou het wetsontwerp ter zake, dat in 1961 ingediend werd door Arthur Gilson, minister van Binnenlandse Zaken in de regering-Lefèvre-Spaak, belangrijke verschillen met deze kaart vertonen. Zo werd Edingen door het centrum als Nederlandstalig beschouwd, met een Franstalige minderheid die in aanmerking kon komen voor faciliteiten, en was het in het wetsontwerp net andersom. Finaal zou Edingen (Frans: Enghien) Waals worden met faciliteiten voor de Nederlandstaligen. Het wetsontwerp zelf zou op zijn beurt nog gewijzigd worden tijdens de parlementaire bespreking. Het wetsontwerp oogstte protest, wat aan Vlaamse kant leidde tot de mars(en) op Brussel van 22 oktober 1961 en 14 oktober 1962. De uiteindelijke goedkeuring door de Kamer van volksvertegenwoordigers kwam er op 31 oktober 1962. Deze wet werd gestemd met 130 stemmen voor (waarvan 96 Vlaamse en 34 Franstalige stemmen) en 56 tegen (waarvan 54 Franstalige en 2 liberale Vlaamse stemmen). Daarbij was er een tweespalt binnen de Franstalige socialistische en christendemocratische fracties die op dat moment in de regering zaten: 22 Franstalige socialisten waren voor, 23 tegen; bij de Franstalige christendemocraten waren er 12 pro en 13 contra. De taalgrens zou wettelijk van kracht worden op 1 september 1963.
Bij het vastleggen van de taalgrens was het de bedoeling om de provincies zo veel mogelijk eentalig te maken, om tot een administratieve vereenvoudiging te komen. Als gevolg hiervan werd een aantal grenzen hertekend en werd een aantal gemeenten overgeheveld van de ene naar de andere provincie, beide grenzen vallen nu samen. Enige uitzondering hierop was destijds de provincie Brabant die doormidden gesneden werd door de taalgrens en pas op 1 januari 1995 gesplitst werd in resp. Vlaams-Brabant en Waals-Brabant. Door de taalgrenzen worden ook de vier officiële taalgebieden begrensd: het eentalige Nederlandse taalgebied (dat nu samenvalt met het Vlaams Gewest), het tweetalige gebied Brussel-Hoofdstad (het Brussels Hoofdstedelijk Gewest), het Franse taalgebied en het Duitse taalgebied. Deze laatste twee vormen samen het huidige Waals Gewest. Opmerkelijk is dat alle gemeenten in het Duitse taalgebied faciliteitengemeenten zijn, ook al bedraagt het aantal Franstaligen in deze regio slechts circa 10%.
Sommige gemeenten met een belangrijke anderstalige minderheid (meer dan 30% bij de laatste talentelling) werden faciliteitengemeenten. Deze dorpen en steden bieden de lokale gemeentelijke dienstverlening en de diensten van bijvoorbeeld de NMBS ook aan in de minderheidstaal. In veel faciliteitengemeenten wordt ook onderwijs in de minderheidstaal aangeboden. Voor de dienstverlening door de intermediaire en hogere overheden (provincie en Vlaamse overheid) gelden geen taalfaciliteiten.

## Overgehevelde gemeenten bij vastleggen van de taalgrens in 1962
Van west naar oost:
Van West-Vlaanderen naar HenegouwenPloegsteert - Waasten (Warneton) - Neerwaasten (Bas-Warneton) - Houthem - Komen (Comines) - Moeskroen (Mouscron) - Lowingen (Luingne) - Herzeeuw (Herseaux) - Dottenijs (Dottignies)
Van Oost-Vlaanderen naar HenegouwenOrroir - Amougies - Rozenaken (Russeignies)
Van Henegouwen naar Oost-VlaanderenEverbeek
Van Henegouwen naar BrabantBever - Sint-Pieters-Kapelle
Van Brabant arrondissement Brussel naar Brabant arrondissement NijvelBierk (Bierghes) - Sint-Renelde (Saintes)
Van Brabant arrondissement Leuven naar Brabant arrondissement NijvelSluizen (l'Écluse) - Zittert-Lummen (Zétrud-Lumay) - Opheylissem - Neerheylissem
Van Luik naar BrabantAttenhoven - Eliksem - Laar - Landen - Neerhespen - Neerlanden - Neerwinden - Overhespen - Overwinden - Rumsdorp - Waasmont - Walsbets - Walshoutem - Wange - Wezeren
Van Limburg naar LuikCorswarem - Wouteringen (Otrange) - Rukkelingen-aan-de-Jeker (Roclenge-sur-Geer) - Bitsingen (Bassenge) - Wonck - Eben-Emael - Ternaaien (Lanaye)
Van Luik naar LimburgMoelingen - 's-Gravenvoeren - Sint-Martens-Voeren - Sint-Pieters-Voeren - Teuven - Remersdaal

## De taalgrensgemeenten bij de bepaling van de taalgrens
Onderstaande tabel geeft per gemeente gelegen aan de taalgrens een overzicht van de resultaten van de eerste (1846) en van de laatste twee talentellingen voorafgaand aan het vastleggen van de taalgrens (1930 en 1947), het voorstel van het Centrum Harmel, het wetsontwerp van minister van Binnenlandse Zaken Gilson, en de eindbeslissing goedgekeurd bij wet door het parlement. De gemeenten zijn weergegeven van west naar oost.

### Nederlands/Frans
| Gemeente                 | Telling 1846 | Telling 1846 | Telling 1930 | Telling 1930 | Telling 1947 | Telling 1947 | Voorstel Centrum Harmel                                                                            | Wetsontwerp Gilson | Eindbeslissing |
| ------------------------ | ------------ | ------------ | ------------ | ------------ | ------------ | ------------ | -------------------------------------------------------------------------------------------------- | --- | --- |
|                          | NL           | FR           | NL           | FR           | NL           | FR           | | | |
| Nieuwkerke               | 1958         | 648          | 1617         | 600          | 1471         | 723          | Nederlandstalig uitgezonderd wijk Clef de Hollande                                                 | Clef de Hollande is FR-talig gaat naar Ploegsteert | Clef de Hollande is FR-talig gaat naar Ploegsteert |
| Ploegsteert              |              |              | 1124         | 3765         | 849          | 3764         | Franstalig                                                                                         | met faciliteiten voor NL-taligen, blijft bij West-Vlaanderen                                                                                                 | met faciliteiten voor NL-taligen, gaat naar Henegouwen |
| Waasten                  | 234          | 5165         | 489          | 2643         | 436          | 2688         | Franstalig                                                                                         | met faciliteiten voor NL-taligen, blijft bij West-Vlaanderen                                                                                                 | met faciliteiten voor NL-taligen, gaat naar Henegouwen |
| Mesen                    | 1060         | 363          | 679          | 322          | 710          | 339          | Nederlandstalig                                                                                    | | met faciliteiten voor FR-taligen, blijft bij West-Vlaanderen                                                                                                |
| Neerwaasten              | 5            | 713          | 145          | 644          | 120          | 631          | Franstalig                                                                                         | met faciliteiten voor NL-taligen, blijft bij West-Vlaanderen                                                                                                 | met faciliteiten voor NL-taligen, gaat naar Henegouwen |
| Houthem                  | 129          | 967          | 269          | 966          | 169          | 1045         | Franstalig                                                                                         | met faciliteiten voor NL-taligen, blijft bij West-Vlaanderen                                                                                                 | met faciliteiten voor NL-taligen, gaat naar Henegouwen |
| Komen                    | 383          | 3099         | 1490         | 5734         | 1173         | 6622         | Franstalig, de wijk Kruiseik is NL-talig                                                           | met faciliteiten voor NL-taligen, blijft bij West-Vlaanderen, Kruiseke gaat naar Wervik                                                                      | met faciliteiten voor NL-taligen, gaat naar Henegouwen, Kruiseke gaat naar Wervik                                                                           |
| Rekkem                   | 509          | 1602         | 2475         | 1324         | 3089         | 1186         | Nederlandstalig, de wijk Risquons-Tout is FR-talig                                                 | Risquons-Tout gaat naar Moeskroen | Risquons-Tout gaat naar Moeskroen |
| Moeskroen                | 322          | 5853         | 10 107       | 21 499       | 8076         | 27 085       | Franstalig, met mogelijkheid van taalfaciliteiten voor NL-taligen                                  | met faciliteiten voor NL-taligen, blijft bij West-Vlaanderen                                                                                                 | met faciliteiten voor NL-taligen, gaat naar Henegouwen |
| Lowingen                 | 60           | 1377         | 997          | 1633         | 839          | 2032         | Franstalig, gebied ten noorden van de Spierebeek is NL-talig                                       | met faciliteiten voor NL-taligen, blijft bij West-Vlaanderen                                                                                                 | met faciliteiten voor NL-taligen, gaat naar Henegouwen |
| Herzeeuw                 | 82           | 2024         | 1699         | 4414         | 1214         | 5555         | Franstalig                                                                                         | met faciliteiten voor NL-taligen, blijft bij West-Vlaanderen                                                                                                 | met faciliteiten voor NL-taligen, gaat naar Henegouwen |
| Dottenijs                | 367          | 3628         | 1066         | 4219         | 714          | 5030         | Franstalig, gebied ten noorden van de Spierebeek is NL-talig                                       | met faciliteiten voor NL-taligen, blijft bij West-Vlaanderen                                                                                                 | met faciliteiten voor NL-taligen, gaat naar Henegouwen |
| Spiere                   | 114          | 995          | 412          | 503          | 304          | 567          | Franstalig                                                                                         | met faciliteiten voor NL-taligen, blijft bij West-Vlaanderen                                                                                                 | Nederlandstalig met faciliteiten voor FR-taligen, blijft bij West-Vlaanderen                                                                                |
| Helkijn                  | 926          | 152          | 552          | 618          | 459          | 498          | Nederlandstalig                                                                                    | blijft bij West-Vlaanderen | Nederlandstalig met faciliteiten voor FR-taligen, blijft bij West-Vlaanderen                                                                                |
| Orroir                   | 93           | 643          | 134          | 508          | 71           | 628          | Franstalig                                                                                         | gaat van Oost-Vlaanderen naar Henegouwen | gaat van Oost-Vlaanderen naar Henegouwen |
| Amougies                 | 19           | 836          | 191          | 728          | 98           | 891          | Franstalig                                                                                         | gaat van Oost-Vlaanderen naar Henegouwen | gaat van Oost-Vlaanderen naar Henegouwen |
| Rozenaken                | 200          | 687          | 203          | 409          | 86           | 520          | Franstalig                                                                                         | gaat van Oost-Vlaanderen naar Henegouwen | gaat van Oost-Vlaanderen naar Henegouwen |
| Ronse                    | 9364         | 2831         | 17 830       | 5639         | 17 262       | 7952         | Nederlandstalig, met mogelijkheid van taalfaciliteiten voor FR-taligen, de wijk Deurne is FR-talig | met taalfaciliteiten voor FR-taligen, Deurne gaat naar Elzele                                                                                                | met taalfaciliteiten voor FR-taligen, Deurne blijft bij Ronse                                                                                               |
| Elzele                   | 576          | 5030         | 398          | 4491         | 450          | 3806         | | Franstalig, de gehuchten Broeken, Koekomere en La Haute zijn NL-talig en gaan naar Ronse                                                                     | Franstalig, de gehuchten Broeken, Koekomere en La Haute zijn NL-talig en gaan naar Ronse                                                                    |
| Vloesberg                | 235          | 4905         | 242          | 3198         | 241          | 3116         | Franstalig, de gehuchten d'Hutte en d'Hoppe zijn NL-talig                                          | d'Hutte en d'Hoppe gaan naar Opbrakel en Schorisse in Oost-Vlaanderen                                                                                        | met faciliteiten voor NL-taligen, d'Hutte gaat naar Opbrakel, d'Hoppe blijft bij Vloesberg                                                                  |
| Everbeek                 | 3751         | 98           | 1995         | 311          | 1763         | 284          | Nederlandstalig                                                                                    | gaat van Henegouwen naar Oost-Vlaanderen | gaat van Henegouwen naar Oost-Vlaanderen |
| Twee-Akren               | 724          | 2965         | 895          | 3176         | 710          | 3247         | Franstalig, de gehuchten Akrenbos, Donkerstraat en Haie-de-Viane zijn NL-talig                     | Akrenbos, Donkerstraat en Haie-de-Viane gaan naar Overboelare, Moerbeke en Viane in Oost-Vlaanderen                                                          | Akrenbos gaat naar Bever, Donkerstraat en Haie-de-Viane gaan naar Viane                                                                                     |
| Bever                    | 3153         | 272          | 1520         | 616          | 662          | 981          | Nederlandstalig, de wijk Groenstraat-Warresaert is FR-talig                                        | Bever gaat naar provincie Brabant, Groenstraat-Warresaert gaat naar Zullik provincie Henegouwen                                                              | met taalfaciliteiten voor FR-taligen, Bever gaat naar provincie Brabant, Groenstraat-Warresaert gaat naar Zullik provincie Henegouwen                       |
| Sint-Pieters-Kapelle     | 2203         | 44           | 1329         | 65           | 1080         | 170          | Nederlandstalig                                                                                    | gaat naar provincie Brabant | gaat naar provincie Brabant |
| Mark                     | 1122         | 1141         | 711          | 719          | 117          | 1151         | Nederlandstalig, het gehucht Labliau is FR-talig                                                   | Nederlandstalig, gaat naar de provincie Brabant, gehuchten Labliau (Abele), Hembecq (Hembeek) gaan naar Zullik, Opzullik, Hove en Graty provincie Henegouwen | Franstalig met taalfaciliteiten voor NL-taligen, blijft volledig bij Henegouwen                                                                             |
| Edingen                  | 2796         | 1118         | 2335         | 2092         | 481          | 3491         | Nederlandstalig, met mogelijkheid van taalfaciliteiten voor FR-taligen                             | Franstalig met taalfaciliteiten voor NL-taligen, blijft bij Henegouwen                                                                                       | Franstalig met taalfaciliteiten voor NL-taligen, blijft volledig bij Henegouwen                                                                             |
| Lettelingen              | 511          | 1395         | 887          | 1607         | 387          | 2199         | Franstalig, de wijk Kokejane is NL-talig                                                           | Kokejane gaat naar Herne provincie Brabant | Franstalig met taalfaciliteiten voor NL-taligen, blijft volledig bij Henegouwen                                                                             |
| Bierk                    | 5            | 1026         | 310          | 732          | 129          | 822          | Franstalig                                                                                         | gaat van arrondissement Brussel (provincie Brabant) naar arrondissement Nijvel (provincie Brabant)                                                           | gaat van arrondissement Brussel (provincie Brabant) naar arrondissement Nijvel (provincie Brabant)                                                          |
| Sint-Renelde             | 335          | 1626         | 812          | 2017         | 355          | 2277         | Franstalig, het gehucht Herbeek is NL-talig                                                        | gaat van arrondissement Brussel naar arrondissement Nijvel, Herbeek gaat naar Lembeek arr. Brussel                                                           | gaat volledig van arrondissement Brussel naar arrondissement Nijvel                                                                                         |
| Eigenbrakel              | 54           | 4952         | 293          | 10 119       | 590          | 11 079       | Franstalig, het gehucht ’t Walinneke (Curé-la-Flûte) is NL-talig                                   | ’t Walinneke gaat naar Sint-Genesius-Rode arrondissement Halle                                                                                               | Eigenbrakel blijft volledig in het arrondissement Nijvel |
| Sint-Genesius-Rode       | 2643         | 168          | 5578         | 1085         | 5588         | 2058         | Nederlandstalig, de wijken Chenois en l'Hermite zijn FR-talig                                      | Chenois en l'Hermite gaan naar Eigenbrakel en Waterloo in het arrondissement Nijvel                                                                          | met taalfaciliteiten voor FR-taligen, wijk Kwaadrode (deel van Chenois en l'Hermite die zelf reeds bij Eigenbrakel en Waterloo waren) gaat naar Eigenbrakel |
| Terhulpen                | 146          | 1497         | 343          | 3421         | 554          | 3392         | Franstalig, het noordelijk deel is NL-talig                                                        | de gehuchten 't Rot en Bakenbos gaan naar Hoeilaart of Overijse arrondissement Brussel                                                                       | 't Rot en Nieuw-Bakenbos gaan naar Hoeilaart |
| Overijse                 | 4904         | 0            | 7200         | 768          | 7874         | 1251         | Nederlandstalig, de wijk La Corniche is FR-talig                                                   | La Corniche gaat naar Terhulpen arrondissement Nijvel | La Corniche gaat naar Terhulpen arrondissement Nijvel |
| Waver                    | 26           | 5728         | 132          | 7893         | 214          | 7651         | Franstalig, het noordelijk deel is NL-talig                                                        | een deel ten noorden gaat naar Ottenburg arrondissement Leuven                                                                                               | Waver blijft volledig in het arrondissement Nijvel |
| Sluizen                  | 83           | 406          | 136          | 271          | 67           | 268          | Franstalig                                                                                         | gaat van arrondissement Leuven naar arrondissement Nijvel | gaat van arrondissement Leuven naar arrondissement Nijvel                                                                                                   |
| Zittert-Lummen           | 483          | 1010         | 49           | 750          | 50           | 642          | Franstalig                                                                                         | Franstalig, gaat van arrondissement Leuven naar Nijvel, het gehucht Elst gaat naar Hoegaarden                                                                | Franstalig, gaat van arrondissement Leuven naar Nijvel, het gehucht Elst gaat naar Hoegaarden                                                               |
| Opheylissem              | 25           | 757          | 27           | 720          | 11           | 683          | Franstalig                                                                                         | Franstalig, gaat van arrondissement Leuven naar arrondissement Nijvel                                                                                        | Franstalig, gaat van arrondissement Leuven naar arrondissement Nijvel                                                                                       |
| Neerheylissem            | 94           | 1237         | 1            | 1884         | 78           | 1787         | Franstalig                                                                                         | Franstalig, gaat van arrondissement Leuven naar arrondissement Nijvel                                                                                        | Franstalig, gaat van arrondissement Leuven naar arrondissement Nijvel                                                                                       |
| Montenaken               | 1023         | 9            | 1434         | 45           | 1420         | 47           | Nederlandstalig, de wijk La Bosquée (Bosschelle Hoeve) is FR-talig                                 | La Bosquée gaat naar Cras-Avernas provincie Luik | La Bosquée gaat naar Cras-Avernas provincie Luik |
| Roost-Krenwijk           | 331          | 227          | 149          | 622          | 78           | 587          | Franstalig                                                                                         | blijft in de provincie Luik | blijft in de provincie Luik |
| Corswarem                | 50           | 418          | 87           | 816          | 154          | 814          | | Franstalig, gaat naar provincie Luik, de wijk Hasselbroek is NL-talig en gaat naar Jeuk provincie Limburg                                                    | Franstalig, gaat naar provincie Luik, de wijk Hasselbroek is NL-talig en gaat naar Jeuk provincie Limburg                                                   |
| Wouteringen              | 0            | 370          | 54           | 346          | 25           | 336          | Franstalig                                                                                         | Franstalig, gaat naar provincie Luik | Franstalig, gaat naar provincie Luik |
| Herstappe                | 126          | 9            | 63           | 51           | 73           | 55           | Nederlandstalig                                                                                    | blijft in provincie Limburg | met taalfaciliteiten voor FR-taligen, blijft bij Limburg |
| Rutten                   | 953          | 74           | 960          | 36           |              |              | Nederlandstalig, het gehucht Al Savate is FR-talig                                                 | Al Savate gaat naar Elch provincie Luik | Al Savate gaat naar Elch provincie Luik |
| Elch                     | 5            | 1031         | 17           | 1325         | 39           | 1290         | Franstalig                                                                                         | een strook in het noorden gaat naar Diets-Heur provincie Limburg                                                                                             | een strook in het noorden gaat naar Rutten provincie Limburg                                                                                                |
| Sluizen                  | 374          | 91           | 527          | 137          | 573          | 133          | Nederlandstalig, het gehucht Vinâve is FR-talig                                                    | Vinâve gaat naar Glaaien provincie Luik | Vinâve gaat naar Glaaien provincie Luik |
| Glaaien                  |              |              |              |              |              |              | | | |
| Boirs                    |              |              |              |              |              |              | | | |
| Rukkelingen-aan-de-Jeker |              |              |              |              |              |              | | | |
| Bitsingen                |              |              |              |              |              |              | | | |
| Wonck                    |              |              |              |              |              |              | | | |
| Eben-Emael               |              |              |              |              |              |              | | | |
| Ternaaien                | 106          | 789          | 150          | 802          | 221          | 732          | Franstalig, het gehucht Klein-Ternaaien is NL-talig                                                | gaat volledig naar provincie Luik | gaat volledig naar provincie Luik |
| Moelingen                | 317          | 219          | 469          | 177          | 182          | 487          | Nederlandstalig, speciaal taalregime na overleg met gemeentebestuur                                | met taalfaciliteiten voor FR-taligen, blijft in provincie Luik arrondissement Verviers                                                                       | met taalfaciliteiten voor FR-taligen, gaat naar provincie Limburg                                                                                           |
| 's-Gravenvoeren          | 1320         | 79           | 922          | 307          | 521          | 672          | Nederlandstalig, speciaal taalregime na overleg met gemeentebestuur                                | met taalfaciliteiten voor FR-taligen, blijft in provincie Luik arrondissement Verviers                                                                       | met taalfaciliteiten voor FR-taligen, gaat naar provincie Limburg                                                                                           |
| Sint-Martens-Voeren      | 1120         | 42           | 805          | 88           | 480          | 348          | Nederlandstalig, speciaal taalregime na overleg met gemeentebestuur                                | met taalfaciliteiten voor FR-taligen, blijft in provincie Luik arrondissement Verviers                                                                       | met taalfaciliteiten voor FR-taligen, gaat naar provincie Limburg                                                                                           |
| Sint-Pieters-Voeren      | 467          | 19           | 249          | 38           | 163          | 164          | Nederlandstalig, speciaal taalregime na overleg met gemeentebestuur                                | met taalfaciliteiten voor FR-taligen, blijft in provincie Luik arrondissement Verviers                                                                       | met taalfaciliteiten voor FR-taligen, gaat naar provincie Limburg                                                                                           |
| Teuven                   | 512          | 28           | 538          | 54           | 283          | 324          | Nederlandstalig, speciaal taalregime na overleg met gemeentebestuur                                | met taalfaciliteiten voor FR-taligen, blijft in provincie Luik arrondissement Verviers                                                                       | met taalfaciliteiten voor FR-taligen, gaat naar provincie Limburg                                                                                           |
| Remersdaal               |              |              | 316          | 102          | 92           | 294          | Nederlandstalig, speciaal taalregime na overleg met gemeentebestuur                                | met taalfaciliteiten voor FR-taligen, blijft in provincie Luik arrondissement Verviers                                                                       | met taalfaciliteiten voor FR-taligen, gaat naar provincie Limburg                                                                                           |
| Aubel                    | 1811         | 1376         | 254          | 2588         | 133          | 2781         | | | |
| Clermont                 | 78           | 1933         | 207          | 1391         | 27           |              | | | |

### Nederlands/Frans/Duits
| Gemeente        | Talentelling 1846 | Talentelling 1846 | Talentelling 1846 | Talentelling 1930 | Talentelling 1930 | Talentelling 1930 | Talentelling 1947 | Talentelling 1947 | Talentelling 1947 | Voorstel Centrum Harmel | Wetsontwerp Gilson | Eindbeslissing                                                               |
| --------------- | ----------------- | ----------------- | ----------------- | ----------------- | ----------------- | ----------------- | ----------------- | ----------------- | ----------------- | ----------------------- | ------------------ | ---------------------------------------------------------------------------- |
|                 | NL                | FR                | D                 | NL                | FR                | D                 | NL                | FR                | D                 |                         |                    |                                                                              |
| Sippenaeken     | 194               | 54                | 152               | 59                | 139               | 110               | 42                | 228               | 9                 |                         |                    | Franstalig met slapende faciliteiten voor NL- en D-taligen, blijft bij Luik. |
| Gemmenich       | 1138              | 17                | 34                | 81                | 430               | 2016              | 292               | 1428              | 543               |                         |                    | Franstalig met slapende faciliteiten voor NL- en D-taligen, blijft bij Luik. |
| Homburg         | 1499              | 139               | 35                | 74                | 1028              | 247               | 139               | 1202              | 132               |                         |                    | Franstalig met slapende faciliteiten voor NL- en D-taligen, blijft bij Luik. |
| Montzen         | 4                 | 24                | 933               | 117               | 2206              | 480               | 109               | 1933              | 210               |                         |                    | Franstalig met slapende faciliteiten voor NL- en D-taligen, blijft bij Luik. |
| Moresnet        | 409               | 69                | 48                | 22                | 300               | 939               | 69                | 996               | 179               |                         |                    | Franstalig met slapende faciliteiten voor NL- en D-taligen, blijft bij Luik. |
| Hendrik-Kapelle | 198               | 1161              | 6                 | 33                | 887               | 561               | 64                | 1266              | 134               |                         |                    | Franstalig met slapende faciliteiten voor NL- en D-taligen, blijft bij Luik. |
| Welkenraedt     | 7                 | 140               | 328               | 155               | 3352              | 1323              | 167               | 3962              | 505               |                         |                    | Franstalig met slapende faciliteiten voor NL- en D-taligen, blijft bij Luik. |
| Baelen          | 1154              | 1018              | 48                | 34                | 1391              | 363               | 39                | 1541              | 158               |                         |                    | Franstalig met slapende faciliteiten voor NL- en D-taligen, blijft bij Luik. |
| Membach         | 0                 | 84                | 667               | 3                 | 178               | 693               | 8                 | 716               | 172               |                         |                    | Franstalig met slapende faciliteiten voor NL- en D-taligen, blijft bij Luik. |

### Duits/Frans (prov. Luik)
| Gemeente              | Telling 1930 | Telling 1930 | Telling 1947 | Telling 1947 | Voorstel Centrum Harmel | Wetsontwerp Gilson | Eindbeslissing                              |
| --------------------- | ------------ | ------------ | ------------ | ------------ | ----------------------- | ------------------ | ------------------------------------------- |
|                       | D            | FR           | D            | FR           |                         |                    |                                             |
| Kelmis                |              |              |              |              |                         |                    | Duitstalig met faciliteiten voor FR-taligen |
| Neu-Moresnet          |              |              |              |              |                         |                    | Duitstalig met faciliteiten voor FR-taligen |
| Hergenrath            |              |              |              |              |                         |                    | Duitstalig met faciliteiten voor FR-taligen |
| Lontzen               |              |              |              |              |                         |                    | Duitstalig met faciliteiten voor FR-taligen |
| Walhorn               |              |              |              |              |                         |                    | Duitstalig met faciliteiten voor FR-taligen |
| Raeren                |              |              |              |              |                         |                    | Duitstalig met faciliteiten voor FR-taligen |
| Hauset                |              |              |              |              |                         |                    | Duitstalig met faciliteiten voor FR-taligen |
| Eynatten              |              |              |              |              |                         |                    | Duitstalig met faciliteiten voor FR-taligen |
| Eupen                 |              |              |              |              |                         |                    | Duitstalig met faciliteiten voor FR-taligen |
| Kettenis              |              |              |              |              |                         |                    | Duitstalig met faciliteiten voor FR-taligen |
| Malmedy               |              |              |              |              |                         |                    | Franstalig met faciliteiten voor D-taligen  |
| Bellevaux-Ligneuville |              |              |              |              |                         |                    | Franstalig met faciliteiten voor D-taligen  |
| Bévercé               |              |              |              |              |                         |                    | Franstalig met faciliteiten voor D-taligen  |
| Weismes               |              |              |              |              |                         |                    | Franstalig met faciliteiten voor D-taligen  |
| Faymonville           |              |              |              |              |                         |                    | Franstalig met faciliteiten voor D-taligen  |
| Robertville           |              |              |              |              |                         |                    | Franstalig met faciliteiten voor D-taligen  |
| Bütgenbach            |              |              |              |              |                         |                    | Duitstalig met faciliteiten voor FR-taligen |
| Elsenborn             |              |              |              |              |                         |                    | Duitstalig met faciliteiten voor FR-taligen |
| Büllingen             |              |              |              |              |                         |                    | Duitstalig met faciliteiten voor FR-taligen |
| Manderfeld            |              |              |              |              |                         |                    | Duitstalig met faciliteiten voor FR-taligen |
| Rocherath             |              |              |              |              |                         |                    | Duitstalig met faciliteiten voor FR-taligen |
| Amel                  |              |              |              |              |                         |                    | Duitstalig met faciliteiten voor FR-taligen |
| Meyerode              |              |              |              |              |                         |                    | Duitstalig met faciliteiten voor FR-taligen |
| Heppenbach            |              |              |              |              |                         |                    | Duitstalig met faciliteiten voor FR-taligen |
| Sankt Vith            |              |              |              |              |                         |                    | Duitstalig met faciliteiten voor FR-taligen |
| Recht                 |              |              |              |              |                         |                    | Duitstalig met faciliteiten voor FR-taligen |
| Schönberg             |              |              |              |              |                         |                    | Duitstalig met faciliteiten voor FR-taligen |
| Lommersweiler         |              |              |              |              |                         |                    | Duitstalig met faciliteiten voor FR-taligen |
| Crombach              |              |              |              |              |                         |                    | Duitstalig met faciliteiten voor FR-taligen |
| Reuland               |              |              |              |              |                         |                    | Duitstalig met faciliteiten voor FR-taligen |
| Thommen               |              |              |              |              |                         |                    | Duitstalig met faciliteiten voor FR-taligen |

### Frans/Duits (prov. Luxemburg)
| Gemeente      | Telling 1846 | Telling 1846 | Telling 1930 | Telling 1930 | Telling 1947 | Telling 1947 | Voorstel Centrum Harmel | Wetsontwerp Gilson | Eindbeslissing |
| ------------- | ------------ | ------------ | ------------ | ------------ | ------------ | ------------ | ----------------------- | ------------------ | -------------- |
|               | FR           | D            | FR           | D            | FR           | D            |                         |                    |                |
| Beho          |              |              |              |              |              |              |                         |                    |                |
| Tintange      |              |              |              |              |              |              |                         |                    |                |
| Martelange    |              |              |              |              |              |              |                         |                    |                |
| Nothomb       |              |              |              |              |              |              |                         |                    |                |
| Attert        |              |              |              |              |              |              |                         |                    |                |
| Nobressart    |              |              |              |              |              |              |                         |                    |                |
| Hachy         |              |              |              |              |              |              |                         |                    |                |
| Tontelange    |              |              |              |              |              |              |                         |                    |                |
| Thiaumont     |              |              |              |              |              |              |                         |                    |                |
| Heinsch       |              |              |              |              |              |              |                         |                    |                |
| Bonnert       |              |              |              |              |              |              |                         |                    |                |
| Guirsch       |              |              |              |              |              |              |                         |                    |                |
| Aarlen        |              |              |              |              |              |              |                         |                    |                |
| Autelbas      |              |              |              |              |              |              |                         |                    |                |
| Toernich      |              |              |              |              |              |              |                         |                    |                |
| Wolkrange     |              |              |              |              |              |              |                         |                    |                |
| Hondelange    |              |              |              |              |              |              |                         |                    |                |
| Sélange       |              |              |              |              |              |              |                         |                    |                |
| Messancy      |              |              |              |              |              |              |                         |                    |                |
| Habergy       |              |              |              |              |              |              |                         |                    |                |
| Aix-sur-Cloie |              |              |              |              |              |              |                         |                    |                |
| Aubange       |              |              |              |              |              |              |                         |                    |                |
| Athus         |              |              |              |              |              |              |                         |                    |                |
| Guerlange     |              |              |              |              |              |              |                         |                    |                |

## Voerstreek
Op sommige plaatsen gaf het wettelijk vastleggen van de taalgrens problemen. De zes dorpen van de Voerstreek ten zuiden van het Nederlandse Zuid-Limburg, die vroeger bij de provincie Luik hoorden, werden na de vaststelling van de taalgrens ingedeeld bij het Nederlandstalige Belgisch-Limburg. Ondanks de voor hen voorziene taalfaciliteiten leidde dit tot groot ongenoegen van de Franstalige inwoners, die de politieke partij Retour à Liège oprichtten. Als tegenhanger bundelden de Nederlandstaligen zich in Voerbelangen. Behalve politieke partijen werd ook een militante groepering opgericht: de Franstaligen richtten de Action Fouronnaise (AF) op, de Nederlandstalige Voerenaren, verenigd in de harde Vlaamse Voerkern konden rekenen op de steun van het Vlaamse Taal Aktie Komitee (TAK). De periode 1979-1981 was zeer grimmig, met veel kleine vernielingen en knokpartijen en een paar schietincidenten. Na de fusie van de zes gemeenten in 1977 bereikte het conflict in de jaren 80 een nationale dimensie door de benoeming van de omstreden Franstalige José Happart tot burgemeester. Van 2001 tot 2020 is de Nederlandstalige Huub Broers burgemeester en bleven de acties beperkt tot het wegschilderen van Franstalige of Nederlandstalige benamingen op de tweetalige bewegwijzering en plaatsnaamborden.